# シャルル＝ルイ・アヴァス
シャルル＝ルイ・アヴァス（仏: Charles-Louis Havas、1783年7月5日 - 1858年5月21日）は、フランスの作家、翻訳家。世界初の通信社であるアヴァス通信社（のちAFP通信と広告会社「アヴァス」に分割）を創業した。
ルーアンのハンガリー系ユダヤ人の家庭に生まれる。国際情勢に対する関心の高まりに気づき、1835年にアヴァス通信社を設立して、翻訳した諸外国のニュース記事をフランスの国営新聞や地方の実業家、政府に有料で提供した。しかし、そうした記事が必ずしも正確とはかぎらず、また偏見も含まれていることを認識したため、通信社に情報を提供する特派員という制度を編み出した。ブージヴァルにて死去。
アヴァス通信社で勤務した2人の元従業員、ポール・ジュリアス・ロイターとベルンハルト・ヴォルフは、のちにロンドン（1851年、ロイター通信）とベルリン（1849年、ヴォルフ電報局）でそれぞれアヴァスのライバルとなる通信社を設立した。1852年に事業を継いだアヴァスの息子は、記事の重複を減らして利益のあがる広告面を確保するために、ロイターおよびヴォルフと協定をむすび、ヨーロッパにおけるそれぞれの勢力圏を取り決めた。この協定は短波無線通信が発明され、通信費が下がる1930年代まで継続した。